# Rewolucja francuska (książka)
Rewolucja francuska (La Révolution française) – książka autorstwa Pierre'a Gaxotte'a, historyka i członka Akademii Francuskiej wydana w 1928 roku we Francji. W Polsce ukazała się w 2001 roku. Dzieło to było pierwszą książką Gaxotte'a. Jej publikacja wywołała spory i polemiki. Autor bardzo krytycznie ocenił rewolucję wykazując jak niszczycielski wpływ wywarła na wszystkie sfery życia społecznego, i w rezultacie – zamiast rozszerzyć – ograniczyła wolność jednostki.